# Batracomorphus rubrofrontalis
Batracomorphus rubrofrontalis är en insektsart som beskrevs av William Lucas Distant 1908. Batracomorphus rubrofrontalis ingår i släktet Batracomorphus och familjen dvärgstritar. Inga underarter finns listade i Catalogue of Life.